# 野名龍二
野名 龍二（のな りゅうじ、1928年12月1日 - 2018年6月1日）は、日本の国語教育学者。綴方教育に関する実践を数多く手がけた。
三重県志摩市出身。半農半漁の家の次男として生まれる。1943年、三重師範学校予科入学、敗戦を経て、1948年に卒業。その後、三重県の小学校教員を経て、1951年、大阪市旭区清水小学校に着任。栗岡睦の誘いで自由教育思想の影響を受け、1953年、福泉町立福泉小学校大庭寺分校で綴り方教育の実践を始める。田宮輝夫と綴方教育の本質や方法をめぐって「野名・田宮論争」と呼ばれる論争を展開した。
綴方教育実践に関して多くの著書を残している。

## 著書
- 『かえるの学級 村の二年生』新評論社、1956年
- 『綴方教育論』有文社、1974年8月　のちにあゆみ出版（1983年7月）